# Paul Bernard (archéologue)
Pour les articles homonymes, voir Bernard et Paul Bernard.
Paul Bernard, né le 13 juin 1929 à Sainte-Maxime et mort le 1er décembre 2015 à Meulan-en-Yvelines, est un archéologue français, spécialiste de l'hellénisme oriental. 

## Biographie
Il est directeur des fouilles menées par la Délégation archéologique française en Afghanistan sur le site hellénistique d'Aï Khanoum entre 1964 et 1979. Il était alors secondé par Frantz Grenet, aujourd'hui titulaire de la chaire « Histoire et cultures de l’Asie centrale préislamique » au Collège de France. 
Il est élu en 1981 directeur d’études à l’École pratique des hautes études, Section des Sciences historiques et philologiques, à la chaire d’archéologie grecque de l’Orient hellénisé. Il est membre de l'Académie des inscriptions et belles-lettres en 1992.

## Décorations[4]
- Chevalier de la Légion d'honneur
- Officier de l'ordre national du Mérite
- Commandeur de l'ordre des Palmes académiques (2005)[5]
- Officier de l'ordre des Arts et des Lettres